# Stiks (mjesec)
Stiks (ranije poznat kao S/2012 (134340) 1 te P5), Plutonov prirodni satelit čiji je postojanje objavljeno 7. srpnja 2012. Peti je poznati satelit u orbiti oko Plutona, otkriven približno godinu dana nakon Kerbera. Pretpostavlja se da ima promjer od 10 do 25 km te orbitalni period 20,2 dana.

## Otkriće
Otkrio ga je tim pod vodstvom Marka R. Showaltera koristeći se s 14 setova fotografija snimljenih u razdoblju od 26. lipnja do 9. srpnja pomoću širokokutne kamere 3 svemirskog teleskopa Hubble. Otkriće je objavljeno 11. srpnja 2012. Sjaj Stiksa za pola je manji do tada najmanje sjajanog objekt u sustavu, Kerbera, te iznosi svega jednu sto tisućinu sjaja samoga Plutona. Po otkriću je dobio oznaku S/2012 (134340) 1, odnosno neslužbenu P5.
Potraga koja je dovela do otkrića Stiksa bila je priprema za misiju New Horizons koja bi 14. srpnja 2015. trebala doći do Plutona. Otkriće novih satelita dovelo je do bojazni da bi tada neotkriveni objekti oko Plutona mogli predstavljati opasnost za nadolazeću letjelicu koja će se kretati brzinom od 13 km/s. Maleni prirodni sateliti poput Saturnove Palene često se dovode u vezu i s prstenovima ili lukovima budući im gravitacije nisu dovoljno snažne da zadrže materijal izbačen meteoritskim udarima, na taj način predstavljajući značajnu opasnost pri navigaciji letjelice.

## Podrijetlo
Vjeruje se da je neočekivano složen sustav satelita oko Plutona posljedica davnog sudara između Plutona i drugog velikog objekta Kuiperovog pojasa. Moguće je da su se Plutonovi sateliti formirali iz ostataka sudara, na način za koji se pretpostavlja da je doveo i do stvaranja Zemljinog Mjeseca, uz pomoć orbitalne rezonance koja ih je prikupila.

## Fizička svojstva
Pretpostavlja se da Stiks ima polumjer između 10 i 25 km. Navedena procjena izvedena je iz prividne magnitude te služeći se pretpostavljenim albedom od 0,35 i 0,04 za donju odnosno gornju granicu. Zbog svoje male veličine pretpostavlja se da je nepravilnog oblika. Vjeruje se da je nastao iz ostataka preostalih nakon sudara, što bi dovelo do gubitka ledova poput dušika i metana. Nakon ovog procesa vjeruje se da je nastalo tijelo uglavnom sastavljeno od vodenog leda.

## Orbitalna svojstva
Stiks orbitira baricentar Pluton-Haron na udaljenosti od oko 42.000 km, što ga stavlja između orbita Harona i Nikte. Svi Plutonovi sateliti orbitiraju u gotovo savršenim kružnim orbitama. Zajedno s drugim satelitima, Niktom, Kerberom i Hidrom tvori poseban niz u približno 1:3:4:5:6 rezonanci.

## Imenovanje
Zbog otkrića Stiks je dobio službenu oznaku S/2012 (134340) 1 zato što je prvi satelit (S) otkriven oko patuljastog planeta (134340) u 2012. godini. Neslužbena oznaka P5 označavala je da se radi o petom otkrivenom plutonovom mjesecu.
Važeće konvencije za imenovanje Plutonovih mjeseca zahtijevaju da su im nazivi povezani s mitološkim Plutonom. Kako bi se odlučili za imena P4 i P5, Mark Showalter i Institut SETI proveli su ne obvezujuću internet anketu na kojoj je javnost mogla glasovati za neka ponuđena imena ili pak predložiti svoja. William Shatner, glumac koji je utjelovio kapetana Jamesa T. Kirka u Zvjezdanim staza, predložio je imena "Vulkan" i Romul, prividno se pozivajući na Vulkana (Plutnovog nećaka) i Romula, osnivača Rima, ali uglavnom aludirajući na istoimene planete u svijetu Zvjezdanih staza. Prijedlog "Romul" diskvalificiran je zato što već postoji asteroidni mjesec istoga imena, "Vulkan" je pobijedio u anketi, Kereber je došao do drugog mjesta dok je Stiks bio treći.
Unatoč prvom mjestu u anketi, "Vulkan" je za Međunarodnu astronomsku uniju (IAU) bio neprihvatljiv budući se nije radilo o zagrobnom božanstvu te je naziv već ranije korišten da bi se označio hipotetstki planet unutar orbite Merkura.
2. srpnja 2013. IAU je službeno obznanila da je prihvatila imena Stiks za P5 i Kerber za P4.